# Louis Bullock
Louis Bullock (ur. 20 maja 1976 w Washingtonie) – amerykański koszykarz, grający na pozycji rzucającego obrońcy.
W 1995 wystąpił w meczu gwiazd amerykańskich szkół średnich - McDonald’s All-American, został też wybrany do II składu Parade All-American.
W drafcie wybrała go Minnesota Timberwolves. W 2004 roku zasilił barwy Realu Madryt, przechodząc tam z Unicaja Malaga. Po 6 latach gry w barwach madryckiego klubu odszedł do CB Sevilla

## Osiągnięcia
Na podstawie, o ile nie zaznaczono inaczej.
NCAA
- Uczestnik turnieju NCAA (2009)

Drużynowe
- Mistrz:
  - Eurocup (2007)
  - Hiszpanii (2005, 2007)
- Wicemistrz Eurocup (2011)
- Brąz mistrzostw Hiszpanii (2003)
- Finalista:
  - pucharu Hiszpanii (2005, 2007)
  - superpucharu Hiszpanii (2004, 2009)
- 3. miejsce w:
  - pucharze Hiszpanii (2003, 2006, 2008, 2010)
  - superpucharze Hiszpanii (2005, 2007)

Indywidualne
- MVP finałów ACB (2005)
- Zaliczony do I składu Euroligi (2001)
- Lider strzelców ligi włoskiej (2002)
- Zwycięzca konkursu rzutów za 3 punkty ligi hiszpańskiej (2005, 2007, 2009)